# 女刑事ペパー
『女刑事ペパー』（おんなけいじペパー、原題: Police Woman）は、1974年9月13日から1978年3月29日までの4シーズンにわたってNBCで放映されたアメリカ合衆国の連続テレビ刑事ドラマ。アンジー・ディキンソン主演、ロバート・L・コリンズ制作。日本でも1975年4月からフジテレビ系列で『女刑事ペパー・アンダーソン』として放映（放送時間は土曜22:00 - 22:55）、第2シーズン以降は1978年4月より東京12チャンネル系列に移り『新・女刑事ペパー』として放映された（放送時間は木曜20:00 - 20:54）。

## あらすじ

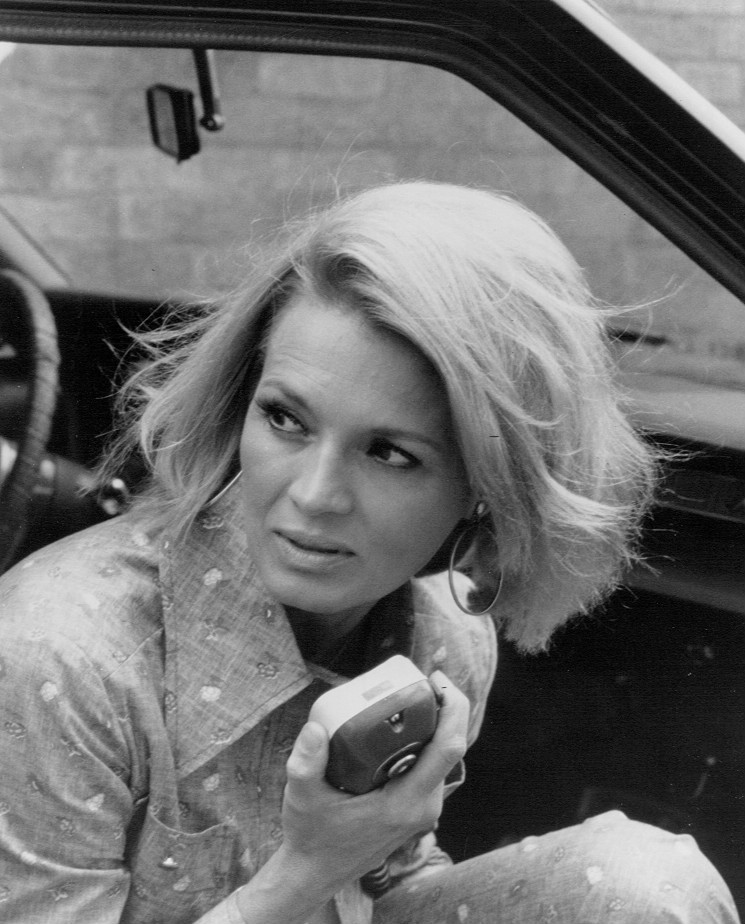
ペパー・アンダーソン

リンカーン・C・ヒルバーンによるオリジナルの脚本に基づき、ロサンゼルス市警察特捜班に所属する秘密捜査官サージェント・"ペパー"・アンダーソン（アンジー・ディキンソン）を中心に物語が展開する。サージェント・ウィリアム・"ビル"・クローリー（アール・ホリマン）は直属の上司、ピート・ロイスター（チャールズ・ディアコップ）とジョー・スタイルズ（エド・バーナード）は、殺人・レイプ・麻薬犯罪まですべてを網羅する特捜班の相棒たちである。多くのエピソードで、ペパーは容疑者に肉薄して逮捕につながる情報を得るため、娼婦、看護師、教師、客室乗務員、囚人、ダンサー、ウェイトレスなどに変装して潜入捜査を行なう。

## キャラクター名
ディキンソンが演じるキャラクターはペパーと呼ばれていたが、情報源によれば彼女の法的な名は異なる。ほとんどの情報源は、キャラクターの本名をスーザンとしているが、リアン或いはリー・アンとしているものもある（後者の名前は第2シーズンのエピソード「女豹の陰謀」（原題: The Chasers）でビル・クローリーによって言及され、第1シーズンのエピソード「女囚の群れの中に」（原題: Fish）、「替え玉に手を出すな!」（原題: The Stalking of Joey Marr）ではペパー自身が言及している）。『女刑事ペパー』のパイロット版でもある『ポリス・ストーリー』の「The Gamble」というエピソードでは、ディキンソンの役名は「リサ・ボーモント」となっている。『女刑事ペパー』第1シーズンのDVDで、ディキンソンはシリーズの制作が始まりペパーの名に決まった時点で、自身とプロデューサーがリサ・ボーモントという名前を使わない事としたと述べている。

## シリーズ概要 (NBC)
| シーズン | シーズン     | 話数         | 話数         | 放送期間       | 放送期間      |
| シーズン | シーズン     | 話数         | 話数         | 初回放送       | 最終回放送    |
| -------- | ------------ | ------------ | ------------ | -------------- | ------------- |
|          | パイロット版 | パイロット版 | パイロット版 | 1974年3月26日  | 1974年3月26日 |
|          | 1            | 22           | 22           | 1974年9月13日  | 1975年3月14日 |
|          | 2            | 24           | 24           | 1975年9月12日  | 1976年3月2日  |
|          | 3            | 23           | 23           | 1976年9月28日  | 1977年3月22日 |
|          | 4            | 22           | 22           | 1977年10月25日 | 1978年3月30日 |

## キャスト
※括弧内は日本語吹替（第1シーズン：フジテレビ版／ 第2 - 第4シーズン：東京12チャンネル版）
- ペパー・アンダーソン：アンジー・ディキンソン（山東昭子／二階堂有希子）
- ビル・クローリー：アール・ホリマン（羽佐間道夫／納谷悟朗）
- ジョー・スタイルズ：エド・バーナード（英語版）（小林清志／細井重之）
- ピート・ロイスター：チャールズ・ディアコップ（英語版）（下條アトム／筈見純）

## ゲストスター
シリーズ全91話のゲストスターには、エディ・アダムス、ロニ・アンダーソン、ダイアン・ベイカー、フランク・ボナー、ロッサノ・ブラッツィ、メレンディ・ブリット、ロリー・カルホーン、デイン・クラーク、ボブ・クレイン、パット・クローリー、ジェイムズ・ダレン、ルビー・ディー、サンドラ・ディー、ダニー・デヴィート、エリノア・ドナヒュー、パティ・デューク、ジェフ・エドワーズ、サム・エリオット、オードリー・ランダース、ロンダ・フレミング、ラリー・ハグマン、マーク・ハーモン、チック・ハーン、エイミー・アーヴィング、ベイン・ジョンソン、シェリル・ラッド、フェルナンド・ラマス、バリー・リヴィングストン、アイダ・ルピノ、キャロル・リンレイ、イアン・マクシェーン、ドン・メレディス、ドナ・ミルズ、ジュリエット・ミルズ、アネット・オトゥール、マイケル・パークス、E・J・ピーカー、ジョアンナ・ペティット、キャスリーン・クインラン、キム・リチャーズ、カイル・リチャーズ、キャシー・リグビー、スモーキー・ロビンソン、ルース・ローマン、ウィリアム・シャトナー、フェイ・スペイン、ラレイン・スティーヴンス、フィリップ・マイケル・トーマス、ロバート・ヴォーン、ジョン・ヴァーノン、パトリック・ウェイン、キャロル・ウェルズ、アダム・ウェスト、バリー・ウィリアムズ、デブラ・ウィンガーなどがいた。

## 「邪悪の花園」論争
「邪悪の花園」（原題: Flowers of Evil）は第1シーズンの第8話、1974年11月8日に放映された。ペパーは老人を搾取して殺害しながら老人ホームを経営する3人のレズビアンを捜査する。ゲイとレズビアンの団体がこのエピソードに抗議し、描写がステレオタイプ的でネガティブなレズビアン表現だと非難した。レズビアンの活動家グループが放映の1週間後、NBCのオフィスをジャックして一晩中占拠した。活動家との交渉後、NBCは翌年この回を再放送しない旨に同意した。「邪悪の花園」はDVDで視聴可能である。

## 反響
シンジケートされた1957年の連続テレビドラマ『捜査網』（ビヴァリー・ガーランド主演）は、アメリカ初の女性警察官を主役にしたテレビ番組であったが、30分のドラマは短命で1シーズンしか続かなかった。『女刑事ペパー』はアメリカのゴールデンタイムで初めて成功した、女性警察官を主役に据えた1時間の連続ドラマであった。ディキンソンは一般家庭に名前が広く認知され、ゴールデングローブ賞を受賞し、3回に亘りエミー賞にノミネートされた。しかし2019年のインタビューでは、ディキンソンは報酬が不十分な上に他の仕事に割く時間が殆ど無かったので、当番組に出演したことを後悔していると語った。
番組は特定のシーズンで平均視聴率が15位を超えることは無かったが、最初の1年で週に2度1位を獲得し、放送されたいくつかの国でも1位を獲得した。
『女刑事ペパー』は、全米各地の警察へ女性からの求職ラッシュを引き起こした。近年、長期勤続の女性警察官に職業を選択した動機について調査した社会学者は、『女刑事ペパー』が如何に頻繁に言及されたかに驚いた。
1976年2月、ジェラルド・フォード大統領は『女刑事ペパー』の放送時刻を遅らせないよう、火曜日の記者会見のスケジュールを変更した。

## 視聴率と放送枠 (NBC)
| シーズン      | 放送枠          | 順位 | 平均視聴率 |
| ------------- | --------------- | ---- | ---------- |
| (1) 1974–1975 | 金曜日 午後10時 | #15  | 22.8%      |
| (2) 1975–1976 | 金曜日 午後10時 | #30  | 20.2%      |
| (3) 1976–1977 | 火曜日 午後9時  | #55  | 17.8%      |
| (4) 1977–1978 | 水曜日 午後9時  | #74  | 15.3%      |